# Hygrophorus russula
Hygrophorus russula (Schaeff.:Fr.) Quélet
L'H. russula è un fungo di aspetto compatto, robusto, di colore vinoso, che diventa giallo alla cottura

## Nome volgare
Agarico vinato, Lardaiolo vinato, Lardaiolo rosso, Sanguinello (soprattutto nel nord dell'Umbria, da non confondere con Lactarius deliciosus, talora chiamato con lo stesso nome), nel sud dell'Umbria chiamato licinetto rosso e all'isola d'Elba lecciaiola, visto che spesso cresce sotto le piante di leccio.

## Descrizione

### Cappello
Dimensioni 7-15 cm; robusto, dapprima convesso poi spianato fino a diventare depresso; orlo involuto e margine più chiaro. Colore vinoso, con screziature radiali, più cariche al centro, che coprono il fondo biancastro.

### Lamelle
Fitte, decorrenti, biancastre, qualche volta con sfumature rossastre.

### Gambo
Altezza 6-12 cm; diametro 1-2,5 cm; robusto, rastremato alla base, macchiettato da fibrosità vinose.

### Carne
Compatta, biancastra, nel gambo può essere virata, facilmente attaccato da larve; il sapore è solitamente dolce, ma in qualche esemplare risulta amaro.

### Spore
Bianche in massa, ellittiche, con dimensioni 6-9 × 4-5 µm.

### Habitat
Specie tipicamente mediterranea. Cresce in boschi di leccio (Quercus ilex), essendo una specie simbionte con tale albero, ma anche in associazione ad altre querce e al castagno. Cresce in primavera e in autunno.

### Commestibilità
Buona. Diventa giallo alla cottura.

## Curiosità
Questo fungo cresce seminascosto tra le foglie di leccio. Viene molto ricercato soprattutto in Toscana, dove è chiamato lardaiolo (lecciaiola all'isola d'Elba) e viene consumato con i fagioli e le salsicce, e nella Liguria orientale dove viene chiamato scimunìn (ossia fungo di San Simone) poiché il periodo di raccolta è solitamente prossimo alla ricorrenza del santo, e viene consumato prevalentemente sott'olio.